# بهترین ساحل (گروه موسیقی)
بهترین ساحل یک گروه راک آمریکایی است که در سال ۲۰۰۹ در لس آنجلس، کالیفرنیا تشکیل شد و در حال حاضر فعالیتی ندارد. گروه متشکل از ترانه‌سرا، گیتاریست و خواننده بتانی کوسنتینو و گیتاریست و نوازنده چند ساز باب برونو بود. کوسنتینو، بازیگر سابق کودک، از نوجوانی شروع به نوشتن موسیقی کرد و یکی از اعضای گروه آزمایشی موسیقی درون Pocahaunted بود.